# Yoshio Kitagawa
Yoshio Kitagawa (北川 佳男 Kitagawa Yoshio?, nacido el 21 de agosto de 1978 en Kioto) es un exfutbolista japonés. Jugaba de delantero y su último club fue el Roasso Kumamoto de Japón.

## Trayectoria

### Clubes
| Club                 | País  | Año         |
| -------------------- | ----- | ----------- |
| Sagawa Express Osaka | Japón | 1997 - 1999 |
| Mito HollyHock       | Japón | 2000 - 2003 |
| ALO's Hokuriku       | Japón | 2004 - 2006 |
| Roasso Kumamoto      | Japón | 2007 - 2008 |